# John F. Oglevee
John Finley Oglevee (* 17. Mai 1840 im Harrison County, Ohio; † 25. April 1903 in Columbus, Ohio) war ein US-amerikanischer Jurist, Offizier und Politiker (Republikanische Partei). Er saß in der Ohio General Assembly und war von 1880 bis 1884 Auditor of State von Ohio.

## Werdegang
John Finley Oglevee wurde während der Wirtschaftskrise von 1837 auf einer Farm bei Cadiz (Ohio) geboren und wuchs dort auf. Er besuchte öffentliche Schulen und das Franklin College in New Athens (Ohio). Während des Bürgerkrieges verpflichtete er sich am 6. August 1862 in der Kompanie C im 98. Infanterieregiment von Ohio. Bei der Schlacht am Chickamauga wurde er schwer verwundet. Für seine Tapferkeit erhielt er eine Beförderung zum Second Lieutenant. Am 26. September 1864 wurde er zum Lieutenant ernannt. Während des Atlanta-Feldzugs kommandierte er seine Kompanie und wurde zum Adjutant im Regiment befördert. Im Mai 1865 musterte er aus. Er zog 1866 nach Springfield (Ohio). In der Folgezeit studierte er Jura. Dafür schrieb er sich im Oktober 1866 an der University of Michigan Law School ein. Seine Zulassung als Anwalt erhielt er im Dezember 1867. Im Oktober 1871 wurde er zum Auditor im Clark County gewählt und 1873 wiedergewählt. Oglevee wurde 1875 für das Clark County in das Repräsentantenhaus von Ohio gewählt und 1877 wiedergewählt. Er war dort von 1876 bis 1879 in der 62. und 63. General Assembly tätig. Die Republikanische Partei nominierte ihn 1879 für den Posten als Auditor of State von Ohio. In der folgenden Wahl im selben Jahr besiegte er den Demokraten Charles Reemelin und bekleidete dann den Posten eine vierjährige Amtszeit lang. Bei seiner Wiederwahlkandidatur im Jahr 1883 erlitt er eine Niederlage gegenüber dem Demokraten Emil Kiesewetter. Nach dem Ende seiner Amtszeit nahm er wieder seine Tätigkeit als Anwalt in Columbus (Ohio) auf. Oglevee verstarb 1903 in Columbus und wurde dann dort auf dem Green Lawn Cemetery beigesetzt.